# ريتشارد بيكر (سياسي بريطاني)
ريتشارد بيكر (بالإنجليزية: Richard Baker)‏ هو كاتب ومؤرخ وعالم عقيدة وسياسي بريطاني، ولد في 1568 في كنت في المملكة المتحدة، وتوفي في 18 فبراير 1645 في المملكة المتحدة. انتخب Member of the 1597-98 Parliament ‏ عن دائرة East Grinstead ‏ وانتخب Member of the 1593 Parliament ‏ عن دائرة Arundel ‏ وانتخب عضو مجلس النواب في البرلمان البريطاني.

## روابط خارجية
- ريتشارد بيكر على موقع الموسوعة البريطانية (الإنجليزية)
- ريتشارد بيكر على موقع إن إن دي بي (الإنجليزية)